# ラインホルト・ランフトゥル
ラインホルト・ランフトゥル（Reinhold Ranftl, 1992年1月24日 - ）は、オーストリア・カプフェンシュタイン出身のサッカー選手。FKアウストリア・ウィーン所属。ポジションはミッドフィールダー。

## 経歴
2021年6月、FCシャルケ04に3年契約で加入した。
2022年6月、FKアウストリア・ウィーンに期限付き移籍した。2023年6月、完全移籍した

### 代表歴
2019年11月19日、ラトビア代表戦でA代表デビュー。